# Awaous bustamantei
Awaous bustamantei е вид бодлоперка от семейство Попчеви (Gobiidae). Видът е уязвим и сериозно застрашен от изчезване.

## Разпространение
Разпространен е в Екваториална Гвинея (Биоко) и Сао Томе и Принсипи.

## Описание
На дължина достигат до 19,3 cm.